# Raúl Sánchez Reynoso
Raúl Sánchez Reynoso ( Haedo, provincia de Buenos Aires, 18 de diciembre de 1908 – 7 de septiembre de 1957 ) también conocido como Raúl Sánchez Reinoso, fue un banjista y director de orquesta dedicado al género del jazz especialmente recordado por haber fundado el conjunto Santa Paula Serenaders. 

## Actividad profesional
A los 16 años de edad comenzó a estudiar música y, en especial, a tocar el banjo. Cuando cursaba en la Facultad de Medicina en la Universidad de Buenos Aires, a comienzos de la década de 1930, junto al también estudiante y pianista Ricardo Tanturi y el violinista Antonio Arcieri formaron una jazz band que actuaba ante un público universitario y que contaba como vocalista con Juan Carlos Thorry; actuaban en bailes y fiestas estudiantiles y después se fueron agregando otros músicos profesionales, en tanto Tanturi y Arcieri dejaron el conjunto para dedicarse al tango. En el año 1933 el conjunto, que tenía como vocalistas a Juan Carlos Thorry y a Blackie debutó en Radio Excelsior y después actuó en Radio Cultura,  con lo cual va adquiriendo popularidad. Trabajan con éxito en el Alvear Palace Hotel y en la confitería Richmond de la calle Esmeralda y en la de la calle Florida.
En el año 1934 el conjunto trabajó en Radio el Mundo, donde fue presentado como “Raúl Sánchez Reynoso y sus Santa Paula Serenaders”; también realizaron giras por Montevideo y Río de Janeiro y el mismo año grabaron en el sello Odeon con ya 18 miembros componiendo la orquesta. Entre otros temas, grabaron en 1935 Diga Diga Doo y It´s that relegion, Odeon 45689; en 1938 con la voz de Helen Jackson, The Loveliness of You, Odeon 45723, y I Still Love To Kiss Good Night, Odeon 45726. Thorry fue el vocalista que más grabó y, posteriormente, Guy Montana. En 1936 se incorporó el vocalista rosarino Ray Scotty (Aldo Gily), e hicieron por primera vez una actuación en Rosario en el Cine Teatro Broadway. En 1937 grabaron con la voz de Lois Blue el tema Rockin Chair, Odeon 45721, y al año siguiente grabaron Rosas en diciembre con Dickinson Sisters y Tu encanto con Helen Jackson. Por esa época algunos de los músicos que estaban en la orquesta eran el pianista y arreglista Ken Hamilton, el clarinetista, saxofonista y cantante Barry Moral y el violinísta y trombonista Raúl Fortunato.
Al iniciarse la década de 1940, Sánchez Reinoso eliminó la sección de violines, y cambió el estilo de la orquesta acercándola a las bandas “swing” de la época, como Goodman, Shaw, Miller o Dorsey.
En distintas épocas también pasaron por Santa Paula Serenaders los vocalistas Terry Powel, Rudy Martín, Diana Martín, Baby Lamar y Lupe Cortez y entre otros músicos, Panchito Cao, el banjista Héctor Condró, el guitarrista Enrique Costa, el trompetista José A. Granata y el clarinetista y saxofonista Hugo Pierre.
El conjunto actuó en Revista de Medianoche, en el Teatro Florida de la ciudad de Buenos Aires, hizo giras por Argentina, Brasil y Montevideo y apareció en los filmes argentinos Melodías porteñas (1937), El retrato (1947), La novia de la Marina (1948), Cita en las estrellas (1949) y Los ojos llenos de amor (1954).
Entre 1955 y 1956 vivió en Rosario y con una orquesta totalmente integrada con músicos rosarinos hizo giras por todo el litoral argentino, Paso de los Libres, Uruguayana (Brasil), provincias de La Pampa y Buenos Aires, y animó bailes de Carnaval en General Roca en la provincia de Río Negro. Por esa época grabó para la discográfica rosarina “Trio / Embassy” tocando el banjo, y con el nombre de “San Rey”, Stumbling, Ritmo fascinante, Tiger rag y Charleston.
Falleció el 7 de septiembre de 1957.